# Theodor Laasch
Theodor Laasch (* 23. April 1894 in Oldenstadt, Kreis Uelzen; † 8. Dezember 1956 in Hannover) war ein deutscher lutherischer Theologe und von 1936 bis 1956  Landessuperintendent des Sprengels Calenberg der Evangelisch-lutherischen Landeskirche Hannover.

## Leben
Laasch besuchte nach dem Theologiestudium von 1921 bis 1923 das Predigerseminar im Kloster Loccum und wurde am 18. Mai 1923 ordiniert. Im gleichen Jahr wurde er Hilfsgeistlicher in Duderstadt, 1925 Pastor ebenda, ehe er 1929 als Konventualstudiendirektor im Kloster Loccum die Ausbildung des Pfarrernachwuchses übernahm. Während des Kirchenkampfs  wurde  Laasch zum Bischofsvikar ernannt und gehörte  zum engeren Kreis der Berater und Mitarbeiter von Landesbischof August Marahrens. Im Februar 1935 wurde Laasch zum Bischofsvikar für den Bezirk Calenberg-Hoya berufen und 1936  zum  ersten Landessuperintendenten für den Sprengel Calenberg in Hannover ernannt. Zugleich bekleidete er die dritte Pfarrstelle an der Dreifaltigkeitskirche in Hannover. Laasch war Mitglied im Verwaltungsrat der Pestalozzi-Stiftung. Im Zweiten Weltkrieg versah er außerdem die Funktion eines Wehrkreispfarrers.
1946 wurde Laasch Konventual des Klosters Loccum. Nach dem Krieg übernahm er zeitweilig die seelsorgerliche Betreuung von Kriegsgefangenen in England. Er war maßgeblich an der Vorbereitung und Durchführung des ersten Deutschen Evangelischen Kirchentags und der Tagung des Lutherischen Weltbundes in Hannover beteiligt. Zur Vertiefung der Beziehungen zu den lutherischen Kirchen in den Vereinigten Staaten unternahm er eine Reise nach Nordamerika.
Von 1953 bis 1956 war Theodor Laasch Kommissarischer Leiter des Amtes für Gemeindedienst. 1954 wurde Laasch Mitglied des Kirchensenats. 
Zwei Jahre später starb er an den Folgen einer Operation und wurde auf dem Klosterfriedhof in Loccum neben dem Grab von Marahrens beigesetzt.